# Tabula Rasa (Pärt)

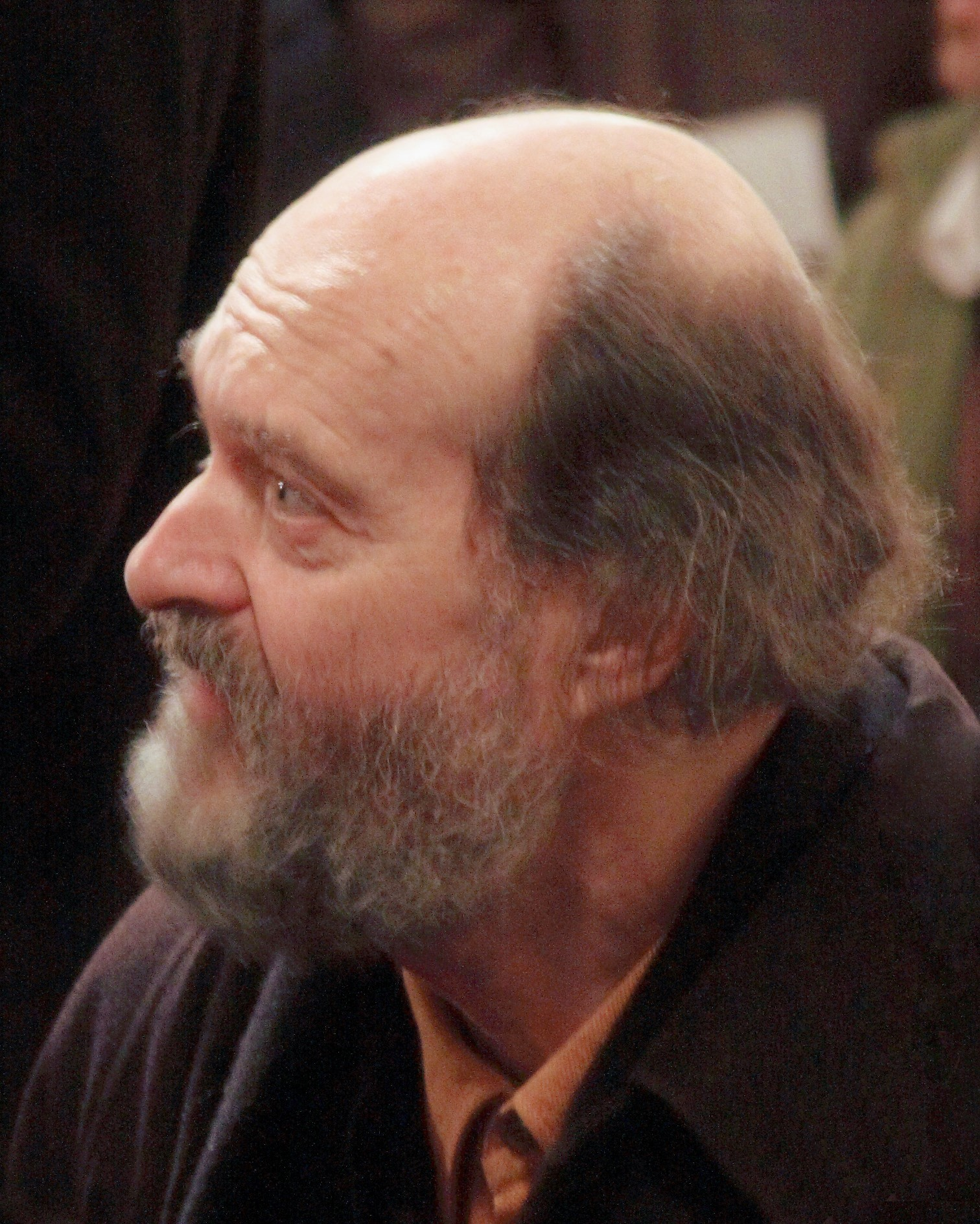
El compositor estonio Arvo Pärt en la Catedral de Christchurch, Dublín.

Tabula Rasa es una pieza escrita en 1977 por el compositor estonio Arvo Pärt. Abarca dos movimientos, Ludus y Silentium, y es un concierto doble para dos violines, piano preparado, y orquesta de cámara.

## Historia
En 1968, Arvo Pärt comenzó una fase de silencio mediático y de “reorientación artística”. Durante este periodo,  desarrolló su estilo de composición tintinnabuli, que combina dos voces, una tocando las notas de una escala diatónica (voz melódica), y la otra las de una tríada tónica (voz tintinnabuli). Pärt emergió de este periodo de innovación en 1976, y compuso muchas de sus obras más conocidas, incluyendo Fratres, Cantus in Memoriam Benjamin Britten, y Summa, todo escrito en el estilo tintinnabuli. Tabula Rasa es una de estas piezas más tempranas, y ostenta la distinción de ser un de las primeras composiciones de Pärt que logró llegar a oyentes fuera de Estonia y de la Unión Soviética.

### Composición y Estreno
Pärt compuso Tabula Rasa a petición de Eri Klas, un amigo y director, que recurrió a Pärt para escribir una pieza para acompañar el Concerto Grosso de Alfred Schnittke, escrito para dos violines, piano preparado, clave y un cuarteto de cuerda, en un concierto a estrenar. La pieza está dedicada al violinista Gidon Kremer. Kremer la estrenó en Tallin, Estonia, el 30 de septiembre, con Tatiana Grindenko como segundo violín, Alfred Schnittke en el piano preparado, y la orquesta de cámara tallinesa, dirigida por Eri Klas.

### Ediciones
Pärt estrenó dos versiones de Tabula Rasa en 1977. La primera, para dos violines de solo, piano preparado y orquesta de cámara de cuerda. La segunda, para violín y viola, piano preparado y orquesta de cámara de cuerda.

### Grabación
En 1984, ECM, bajo la dirección de Manfred Eicher, estrenó su primer álbum de Pärt, titulado Tabula Rasa, que contó con los intérpretes Gidon Kremer, Tatiana Grindenko, Alfred Schnittke y con la Orquesta de Cámara lituana, dirigida por Saulus Sondeckis. Esta grabación fue la primera de la larga colaboración de Pärt con ECM y Eicher.
Otra grabación excelente es la de EMI. Tasmin Little es el solista con Martin Roscoe (piano) y la Bournmouth Sinfonietta dirigida por Richard Studt que también es segundo violín.

## Instrumentación
Tabula Rasa está compuesta para dos violines de solo (o un violín de solo y una viola), piano preparado y orquesta de cámara de cuerda (dos violines, viola, violonchelo, contrabajo).
La partitura indica las notas que deben estar preparadas en el piano, y precisa, Das Klavier soll nach Möglichkeit elektrisch verstärkt werden, que significa, el piano tendría que ser amplificado si es posible.

## Forma

### Ludus
El primer movimiento de Tabula Rasa está titulado Ludus, que significa "juego" en latín. El movimiento contiene momentos alternados de silencio y variaciones de canon que se expanden, una cadencia, y un meno mosso final. El movimiento empieza con los dos violines de solo que tocan una octava fortissimo en "A", seguido por una gran pausa de ocho compases. Esta octava destaca el gran rango de cuatro octavas en el violín, con el segundo violín tocando A3 y el primero tocando A7.
La orquesta de cuerda entra por parejas después de la pausa, en la primera "variación" en el tono, "A". Pärt hace entrar a cada instrumento de cuerda por parejas, primer violín en dos partes, segundo violín y viola, violonchelo y contrabajo. Las parejas entran en orden desde los tonos más altos a los más bajos, cada medio compás, empezando con los primeros violines. Pärt divide cada par en una voz melódica y una tintinnabuli. La voz melódica toca las notas de la escala de la menor, y la tintinnabuli las de la tríada menor de la. Cuando el violonchelo y el contrabajo terminan su figura melódica, el contrabajo continúa tocando una nota pedal la, hasta que llega al mm. 6, cuando se revierte el patrón, y de nuevo las parejas de instrumentos entran, separados por una medio compás, pero esta vez empezando con el par de instrumento más bajo (violonchelo y contrabajo). 
Los patrones de entrada y salida de la orquesta de cuerda se reflejan en las partes de violín del solo. Cuando la orquesta introduce cada parte de tono más alto a más bajo, el violín toca una melodía en corcheas, cuando toca el bajo, las partes de solo cambian y tocan tresillos, y cuando la orquesta de cámara revierte el patrón y entran de nuevo de la tonalidad más baja a la más alta, el violín solista toca semicorcheas. Cuando la orquesta termina de tocar, uno de los violines de solo y el piano preparado tocan juntos, seguido por una gran pausa de siete compases.
Pärt toma este patrón de variación y lo desarrolla ocho veces, cada vez alargando la figura melódica en los fragmentos orquestales por dos compases. Las variaciones se alargan de 8 compases, a 13, 17, 21, 26, 31 y 35, antes de la variación final. Mientras las variaciones se alargan, Pärt también añade un tono nuevo a cada variación hasta que todos los tonos de la escala en la menor están representados en la quinta variación. Las variaciones cada vez se acercan más a medida que Pärt acorta la duración de las pausas después de cada variación, a razón de un compás. En la octava variación, Pärt no usa ningún silencio, y en cambio escribe una cadenza para todos los instrumentos. En la cadenza, los violines de solo y el piano preparado tocan acordes arpegiados, mientras las secciones de la orquesta de cuerda tocan una escala descendente de tres octavas, empezando en mi. La cadenza dura 22 compases, hasta que el piano toca el primer accidental del movimiento, fa sostenido, señalando el principio de la sección final, meno mosso.
El meno mosso está dividido en frases de dos líneas. La orquesta de cuerda toca un acorde dividido en negras, mientras los violines de solo arpegian las notas del acorde en semicorcheas por encima. Cada vez que cambia la tonalidad en la orquesta, el piano resalta la textura con un acorde de la menor con ambas manos. El meno mosso vuelve hacia la tonalidad de la menor a través de varios acordes, empezando con uno disminuido de fa sostenido. Cuando los solistas y la orquesta finalmente llegan al acorde de la menor, los solistas tocan la octava de apertura, seguido por cuatro compases de silencio en los que la orquesta de cámara toca un acorde fortissimo de la menor.

### Silentium
El segundo movimiento de Tabula Rasa, “Silentium,” o silencio, está compuesto en re menor, dando la impresión de una cadencia de 5ª a 1ª en relación con "Ludus" en la menor. El movimiento empieza con un segundo acorde de re menor invertido, arpegiado por el piano preparado. “Silentium” se expande como un canon de mensuración. Pärt divide los instrumentos en tres secciones; violines de solo, primer violín y segundo violín, y viola y chelo. Cada par, dividido en voces melódica y tintinnabuli, empieza en un tono central, y se mueve con velocidades rítmicas diferentes. Pärt expande la música por añadir un tono encima y otro debajo del tono central de cada par en cada sección sucesiva. Cada vez que los violines de regresan a su tono central, re, el piano toca un acorde de re menor y el contrabajo juega una octava de re. Una vez que todas las secciones llegan a su gama de octava expandida, se desvanecen de la textura. Los violines de solo, que se mueven en la velocidad rítmica más lenta, llegan a esta gama en el compás 130, y entonces empiezan un descenso de la escala de re menor a lo largo de cuatro octavas. Mientras los violines descienden la escala, las voces más bajas regresan a la textura y ayudan al movimiento descendente, hasta que los violines acaban su escala, dejando que la viola solista, el violonchelo solista y el contrabajo solista continúen la escala en su registro bajo. La viola y el violonchelo terminan la escala, dejando solo al contrabajo, el cual continúa tocando hasta que llega a mi, el segundo grado de la escala de re menor. Pärt omite el re final de la escala, dejando el oyente con cuatro líneas escritas de silencio para resolver la pieza.

## Recepción e influencia

### Actuaciones notables
La primera representación de Tabula Rasa en Tallin 1977 se consideró un éxito importante. El compositor Erkki-Sven Tuur, dijo: “me llevaron más allá. Sentí que la eternidad me tocaba a través de esta música... nadie quiso empezar a aplaudir.”

### Grabación
En 1984, Arvo Pärt empezó su larga colaboración con ECM y Manfred Eicher. Tabula Rasa fue el título del primer álbum de ECM de Pärt, sacado a la venta en 1984. El CD incluyó Fratres (para violín y piano), Cantus in Memoriam Benjamin Britten, Fratres (para doce violonchelos), y Tabula Rasa. Las notas del álbum sobre Tabula Rasa, escritas por Wolfgang Sandler, sentaron la base para considerar a Pärt minimalista sacro. Las fotografías de Pärt lo representan como a un icono, reflejando sus creencias e influencias cristianas ortodoxas. La simplicidad y diseño mínimo del álbum fueron un precedente para todos los  subsiguientes con ECM.

### Uso en cuidados paliativos
En un artículo en The New Yorker de diciembre de 2002, el crítico de música, Alex Ross habló del uso de Tabula Rasa en cuidados paliativos para pacientes de cáncer y sida afrontando el fin de su enfermedad. A los cuidadores que trabajan con los pacientes de sida a menudo se les pide tocar "música de ángel", el nombre dado por los pacientes al segundo movimiento de Tabula Rasa, Silentium.